# Bakala episinoides
Bakala episinoides is een spinnensoort in de taxonomische indeling van de nachtkaardespinnen (Amaurobiidae).
Het dier behoort tot het geslacht Bakala. De wetenschappelijke naam van de soort werd voor het eerst geldig gepubliceerd in 1990 door Hugh Davies.